# Kassisaba
Kassisaba is een subdistrict of wijk (Estisch: asum) binnen het stadsdistrict Kesklinn in Tallinn, de hoofdstad van Estland. De naam betekent 'Kattenstaart'. De wijk telde 4.466 inwoners op 1 januari 2020.
De buurwijken van Kassisaba zijn Kelmiküla, Vanalinn (de historische binnenstad), Tõnismäe, Uus Maailm en Lilleküla.

## Geschiedenis

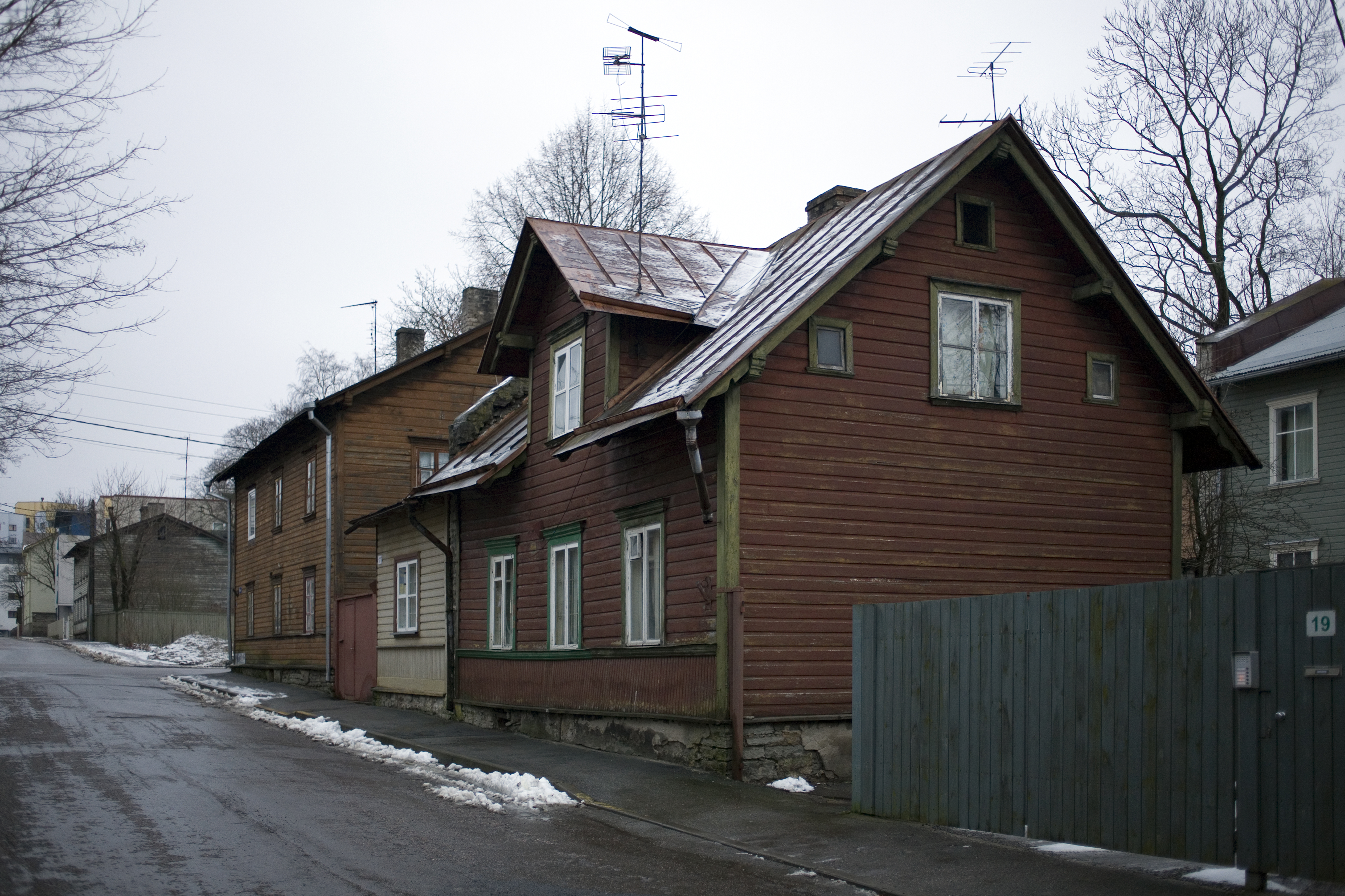
Houten huizen aan de Roopa tänav

Het oude centrum van Tallinn was ooit omgeven door schansen. De bastions op de hoekpunten van de verdedigingswerken werden 'kat' genoemd. De wegen die van zo'n kat uitgingen, kregen de naam 'kattenstaart'. Aan zo'n kattenstaart ontleent Kassisaba zijn naam. In een document uit 1732 wordt de term voor het eerst als naam van de wijk genoemd. Tot 1870 behoorde de voorstad Kassisaba tot de bezittingen en het rechtsgebied van de Domberg (Toompea).
In de 17e eeuw werd in de wijk een zomerresidentie voor de Tallinnse adel gebouwd. In 1792 kwam het complex in handen van Louise von Steinheil. Sindsdien werd de wijk ook wel Luisenthal genoemd.
Tussen 1652 en 1710 lag in Kassisaba een hospitaal voor de armen, dat was gesticht door koningin Christina I van Zweden (Estland was toen Zweeds). Vanaf 1705 diende het als militair ziekenhuis voor het Zweedse leger. In 1710, tijdens de Grote Noordse Oorlog, werd Tallinn door Russische troepen veroverd. Vermoedelijk hebben die het hospitaal in brand gestoken, waardoor het verloren ging.
In 1725 stichtte de gemeente van de Dom van Tallinn in Kassisaba een school voor armeluiskinderen en weeskinderen, de Toom-Vaestekool. De scholieren kregen les in het Duits en Estisch. In 1867 kreeg de school een nieuw gebouw. Dat bleef tot 1917 in gebruik. Een bekende leerling van die school was Amandus Adamson. In Kassisaba is een straat naar hem genoemd, de Amandus Adamsoni tänav.
In de 18e eeuw werden in de wijk eenvoudige houten arbeidershuizen van één verdieping gebouwd, met een tuintje erbij. In het vierde kwart van die eeuw stond in de wijk een werkplaats waar faience werd gemaakt, onder leiding van de apotheker Carl Christian Fick (1730-1792).
In de 19e eeuw zette de 'Oldermann' (een soort wethouder, maar dan met meer bevoegdheden) Hans Heinrich Falck (1791-1874) zich in voor de uitbreiding en verfraaiing van de wijk. In het midden van de 19e eeuw liet hij een openbaar park aanleggen. In 1989 werd het park naar hem vernoemd: Falgi park.
Vooral na het gereedkomen van de spoorlijn van Tallinn naar Paldiski in 1870 werd in Kassisaba intensief gebouwd. Veel nieuwkomers in de wijk werkten bij de spoorwegen en het Baltische station is op loopafstand. Veel houten huizen die in deze periode gebouwd zijn, zijn bewaard gebleven.
Op 9 maart 1944, tijdens de Duitse bezetting in de Tweede Wereldoorlog, werd Tallinn getroffen door een zwaar bombardement van de Sovjetluchtmacht. Daarbij werd ook een deel van Kassisaba vernield. Na de oorlog zijn de gaten opgevuld door nieuwbouw in Sovjetstijl.

## Voorzieningen
In de wijk bevindt zich het administratieve centrum van de Eesti Apostlik-Õigeusu Kirik, de Estische Apostolisch-Orthodoxe Kerk, een kerkgenootschap van voornamelijk Esten, dat zich tot de Oosters-orthodoxe Kerken rekent, maar onder het Oecumenisch patriarchaat van Constantinopel valt in plaats van het Patriarchaat van Moskou. Hier zetelt ook Stephanos van Tallinn, de metropoliet van de kerk.
In de wijk zijn ook tempels van de Bahaigemeenschap en de Hare Krishna-beweging.
De wijk heeft twee grote hotels: het City Hotel Tallinn en het von Stackelberg Hotel. Het laatste zit in een historisch pand, gebouwd in 1874 voor baron Theophil von Stackelberg.
Er is ook een middelbare school in de wijk, het Jakob Westholmi Gümnaasium, genoemd naar de vroegere hoofdonderwijzer Jakob Westholm.

## Vervoer
De wijk wordt begrensd door vier grote wegen: de Paldiski maantee, de Toompuiestee (de 'Dompromenade', naar de vlakbijgelegen Domberg of Toompea), de Endla tänav en de Tehnika tänav. Over alle vier de wegen rijden bussen. Over de Tehnika tänav loopt de trolleylijn 4, over de Paldiski maantee trolleylijnen 1, 4 en 5, en over de Toompuiestee trolleylijn 1.

## Afbeeldingen

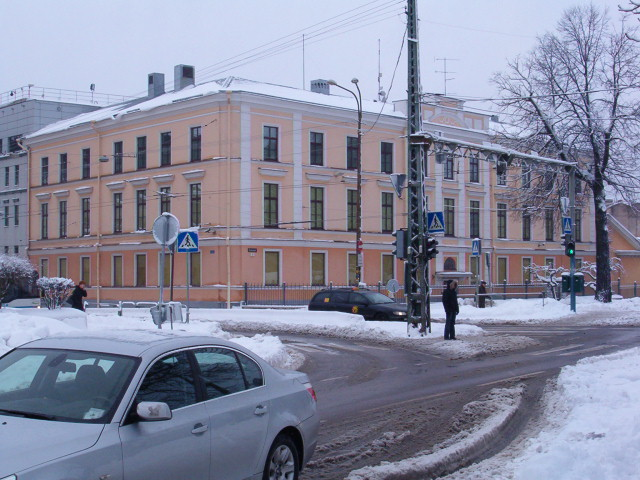
Hoofdkwartier van de Estische Binnenlandse Veiligheidsdienst
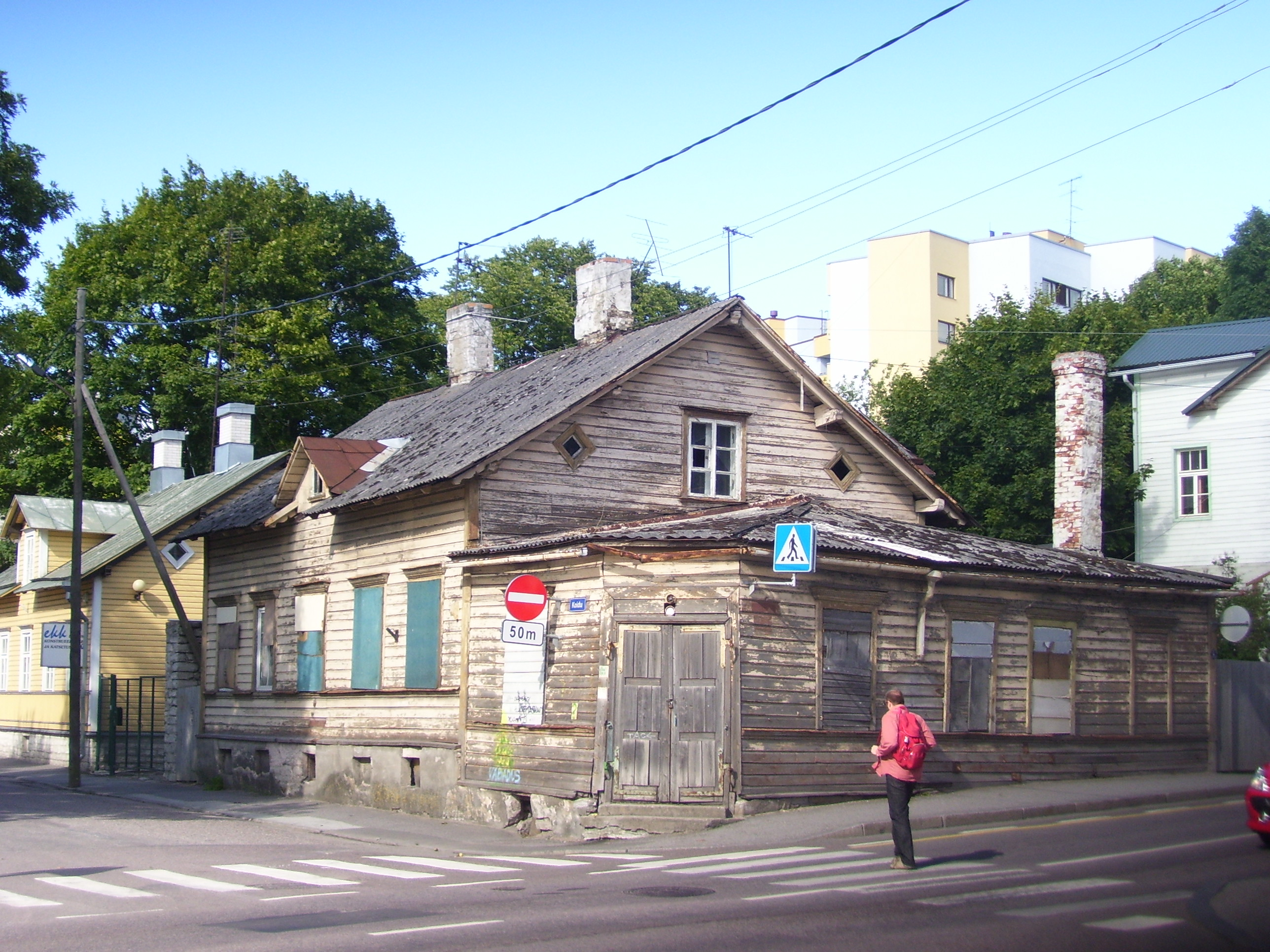
Houten huis op de kruising van Luise tänav en Koidu tänav
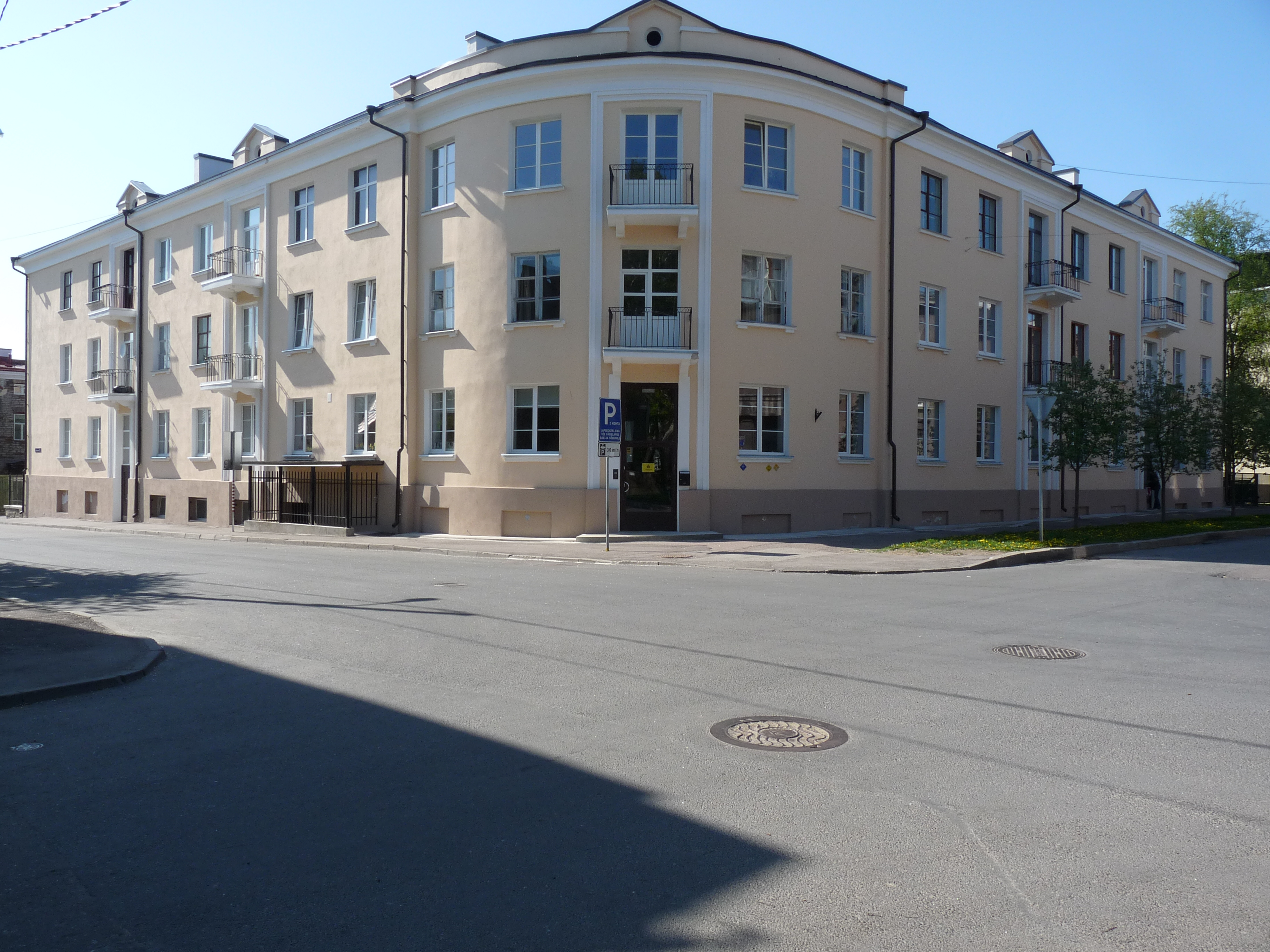
Appartementencomplex op de hoek van de Adamsoni tänav en de Koidu tänav
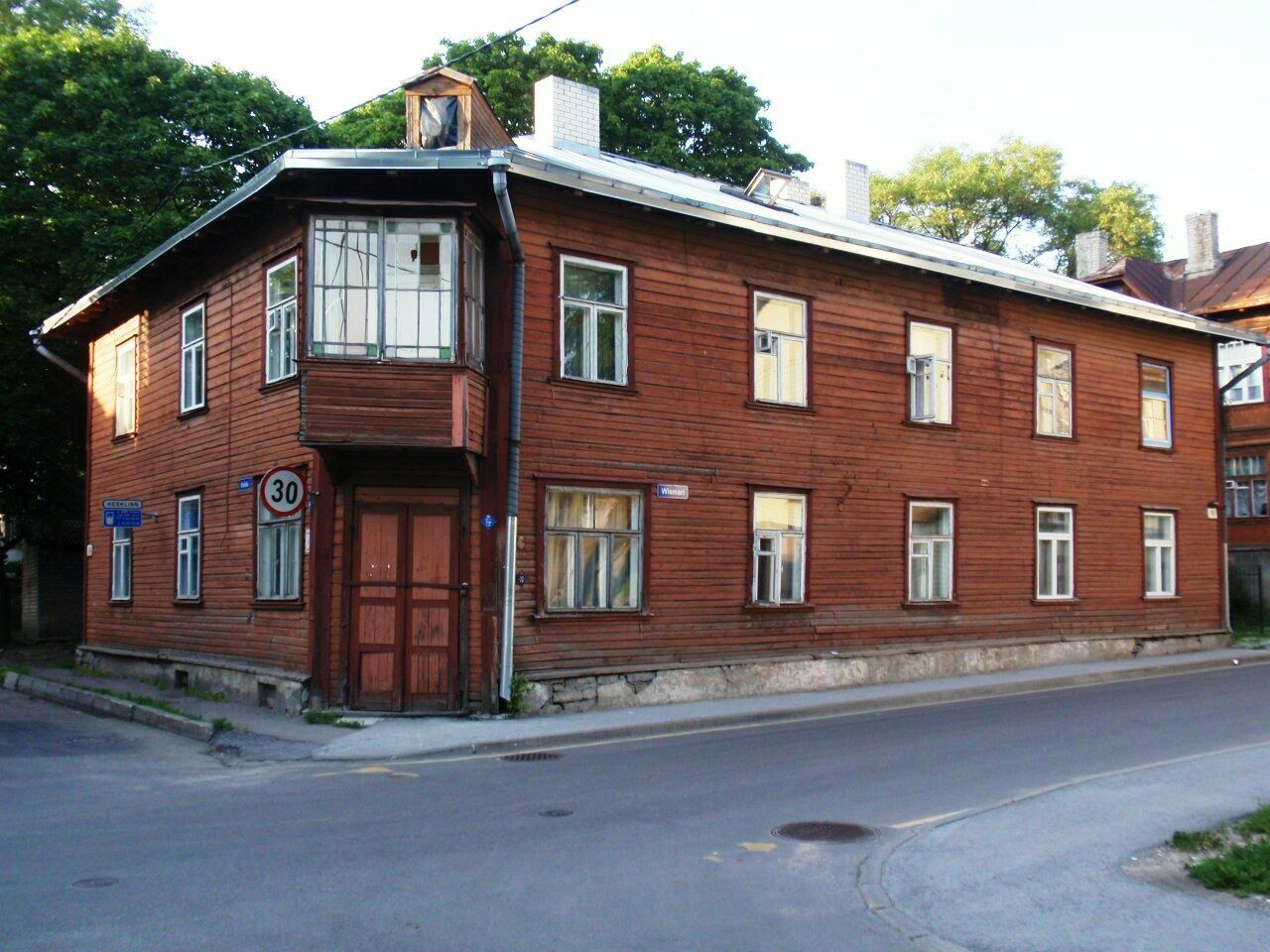
Houten huis aan de Wismari tänav
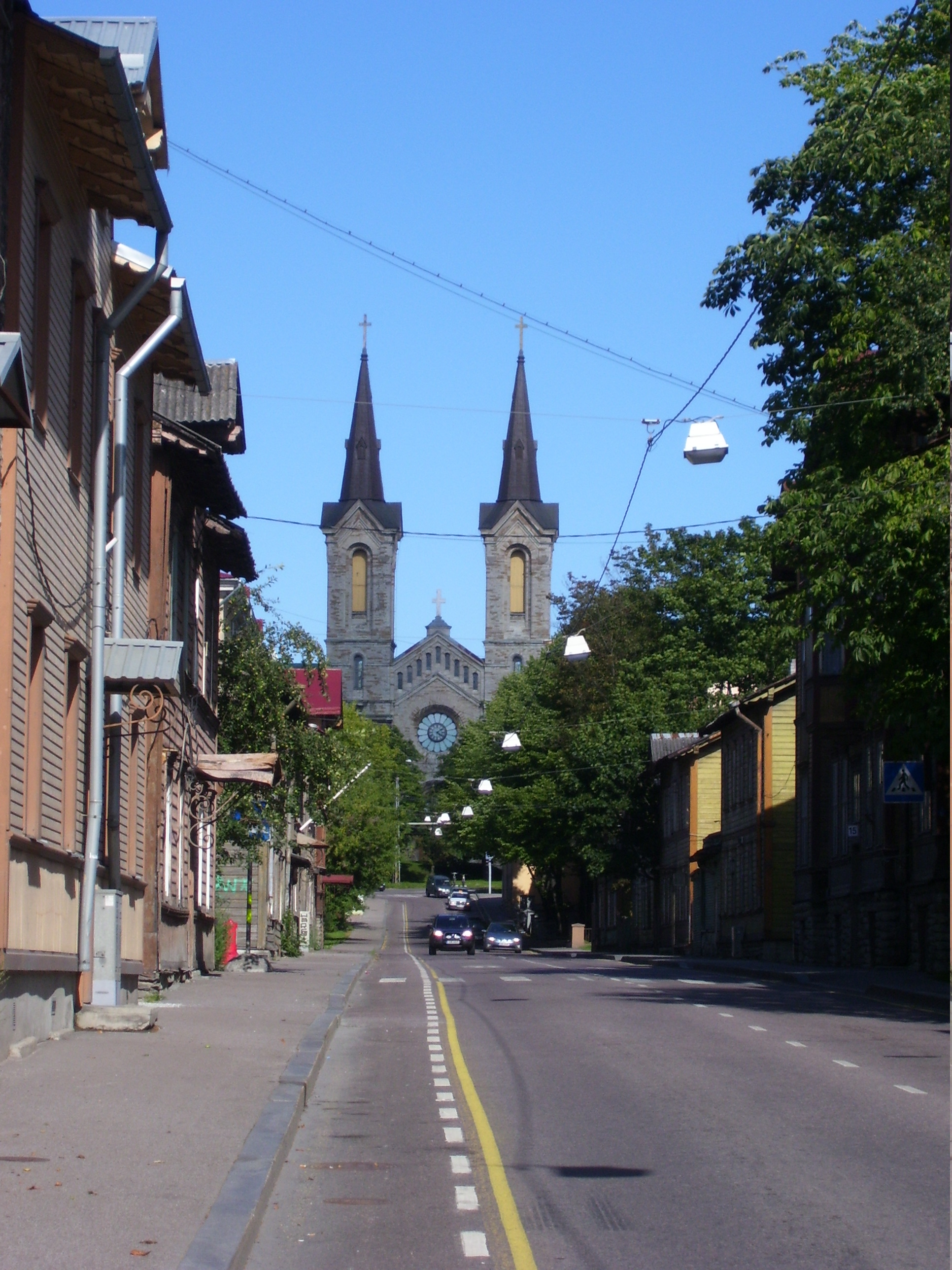
Blik op de Karelskerk in de naburige wijk Tõnismäe
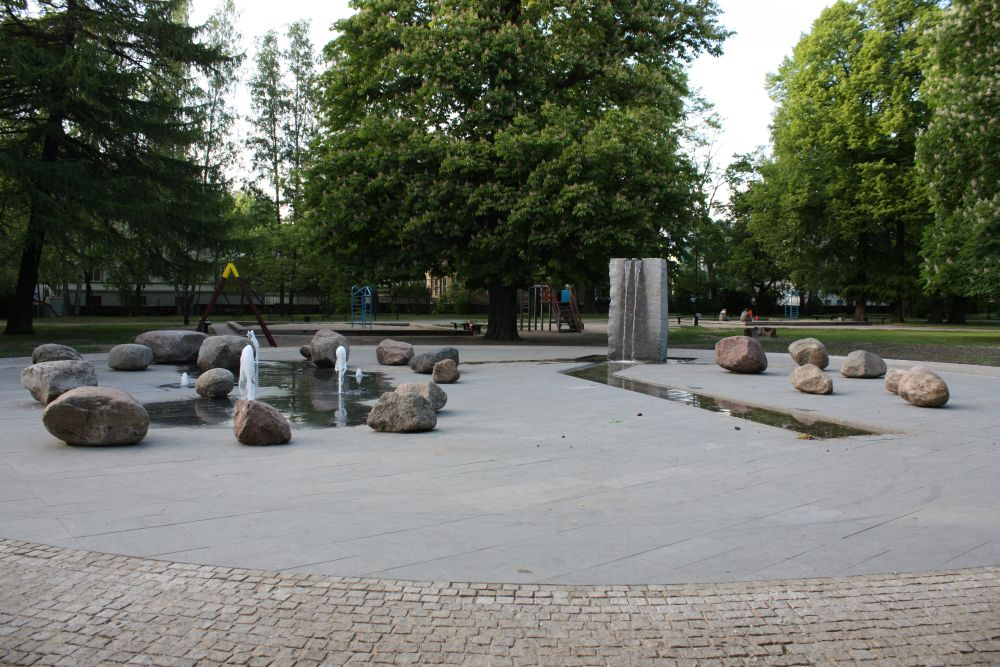
Het Falgi park
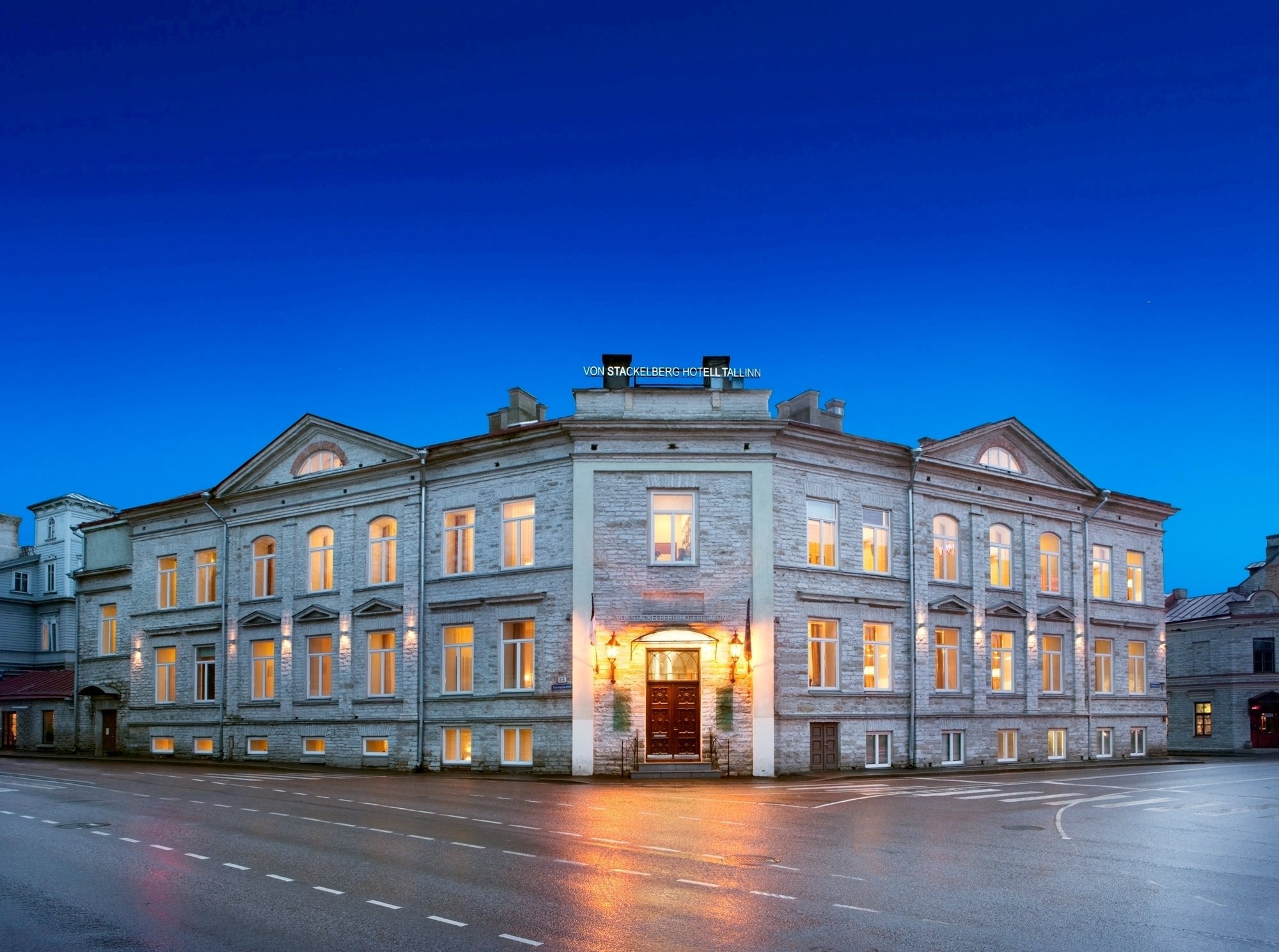
Het von Stackelberg Hotel